# Lady Starlight
Colleen Martin (Nueva York, Estados Unidos, 23 de diciembre de 1985), profesionalmente llamada Lady Starlight, es una DJ, cantante y bailarina estadounidense. Se dio a conocer por ser una de las amigas de la ahora famosa Lady Gaga y ha realizado numerosas colaboraciones con la banda del género pop-rock Semi Precious Weapons y el DJ Surgeon.

## Biografía y carrera artística

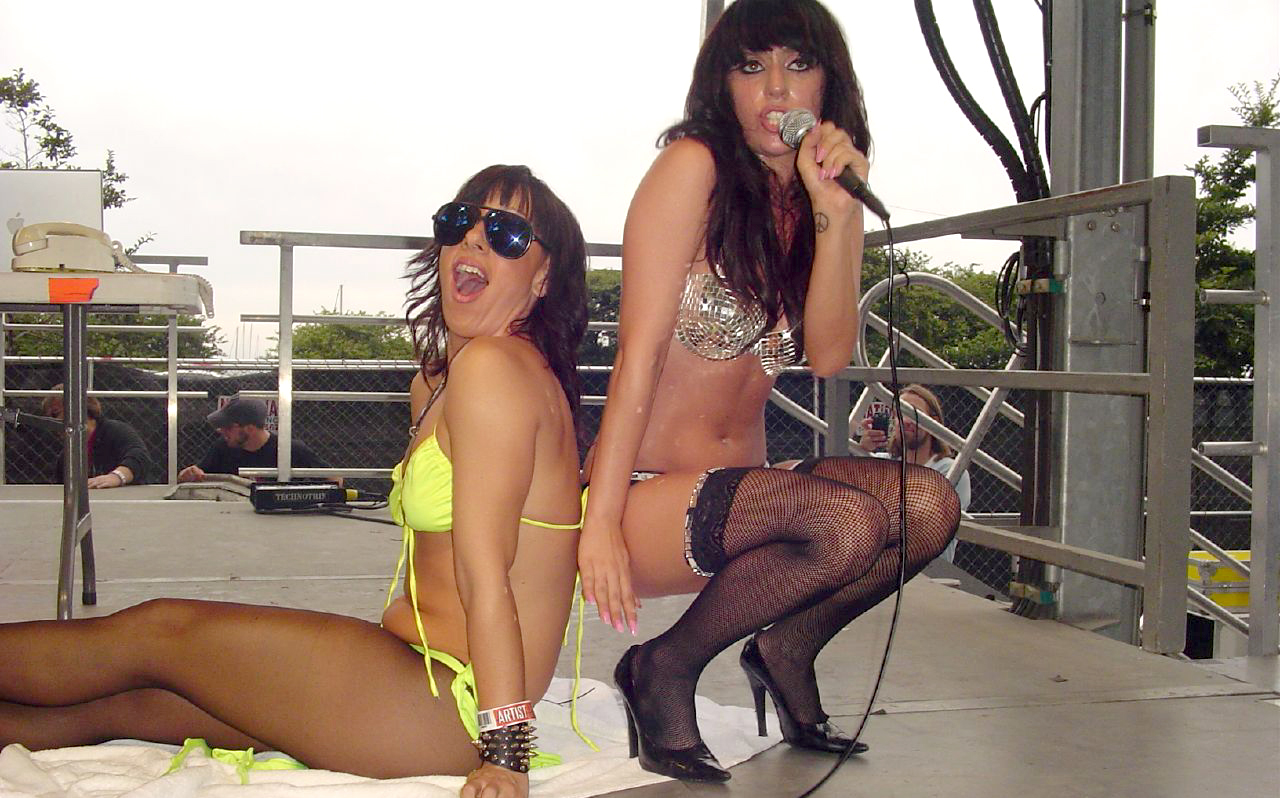
Gaga y Starlight en el Lollapalooza de 2007.

Colleen conoció a Lady Gaga en el verano de 2006, cuando ambas tenían una presentación en un bar poco conocido de Nueva York, con un show del género rock integrando el piano. Ambas con el apodo de Lady fue como sostuvieron una relación amistosa y musical. Ambas participaron en el festival Lollapalooza 2007, interpretando temas como «Disco Heaven», que después formaría parte del álbum debut de Lady Gaga, The Fame. Starlight abrió conciertos del Monster Ball Tour y sostuvo una participación en el reconocido Born This Way Ball World Tour (2012-2013) como telonera. También colaboró como DJ en la gira Artrave: The Artpop Ball Tour.

## Arte e influencias
Colleen ha mencionado una y otra vez, que sus más grandes inspiraciones musicales fueron y son, bandas reconocidas del metal como Iron Maiden y Judas Priest, al no dejar de homenajearlos en sus vestuarios o instrumentales que da en sus actuaciones. Su carrera musical siempre estuvo acompañada de solos de guitarra eléctrica, interludios en batería y últimamente trabajos como DJ. Su show en el Born This Way Ball World Tour consiste en una plataforma giratoria, donde vestida de momia y trajes excéntricos, con los cuales baila baladas y temas de heavy metal, cambiando su vestuario cada vez que se reproduce un tema, representando y actuando la letra de los temas presentados, todo esto mientras la banda The Darkness se prepara para abrir la entrada de Lady Gaga.

## Polémica
En el 2010 se filtraron fotos de Gaga con Colleen en poses sexuales, lo cual desató la polémica de los medios, dichas fotografías fueron tomadas entre los años 2006 - 2007, cuando ninguna de las dos sostenía fama.

## Discografía
- 2014: Operator

## Giras musicales
| Giras - 2009: Dirty Showbiz Tour (Semi Precious Weapons) - 2009-2011: The Monster Ball Tour (Lady Gaga) - 2011-2012: Epitaph World Tour (Judas Priest) - 2012-2013: The Born This Way Ball Tour (Lady Gaga) - 2014: Artrave: The Artpop Ball Tour (Lady Gaga) | Residencias - 2014: Lady Gaga Live at Roseland Ballroom (Lady Gaga |

## Filmografía
| Año  | Título                                                             | Papel      | Notas                                                                                                 |
| ---- | ------------------------------------------------------------------ | ---------- | --- |
| 2011 | Lady Gaga Presents the Monster Ball Tour: At Madison Square Garden | Ella misma | Aparece en la introducción y en el backstage del concierto, diciendo a Lady Gaga Eres la Heroe Local. |